# Philippe Cornaz
Philippe Cornaz (* 4. Januar 1957 im Kanton Waadt) ist ein Schweizer Jazzmusiker (Vibraphon, Marimba, Perkussion).

## Leben und Wirken
Cornaz absolvierte 1984 am Konservatorium von Montreux ein Studium als Lehrer und anschließend ein Instrumentalstudium an der Berklee School of Music bei Gary Burton, das er 1989 mit einem Diplom abschloss.
Cornaz spielte insbesondere in der Westschweiz zahlreiche Konzerte, etwa mit der Jérôme Thomas Big Band, mit Daniel Humair, Ray Anderson, Ivor Malherbe, François Jeanneau, François Lindemann und seinem Corna’z 4tet, das 1994 auf einem Album dokumentiert wurde. Mit dem Fritz Renold Quartet Plus Two entstand 1993 das Album Shanti and Sri, im Trio mit Michel Bastet und Raul Esmerodé das Album D'ailes fines (Altrisuoni, 2001), mit dem Ken Wood Octet Air Mail Special! (Like Music, 2006) und mit La Fanfare du Loup Orchestra. Mit seinem Slight Confusion 4tet, zu dem Laurent Derache, Antoine Brouze und Philippe Brassoud gehörten, legte er 2014 ein gleichnamiges Album bei TCB Records vor. In den letzten Jahren leitete er mit dem Gitarristen Philippe Dragonetti das Quartett pH:4, das 2019 das Album Cocktail veröffentlichte.
Cornaz war Lehrer an der École de Jazz et de Musique Actuelle, zunächst in Sitten, dann in Siders, seit 2004 in Martigny; er hat diese Institution während der Krise, die sie zwischen 1999 und 2006 durchlief, geleitet; gemeinsam mit François Allaz wurde er aus dem Kreis der Professoren der Schule ausgewählt, um ihren Gründer Christo Christov zu ersetzen. Er öffnete die Schule für andere Musikformen und betrieb 2004 die Kooperation mit der Jazzschule in Montreux, um eine internationale Anerkennung ihrer Diplome als Teil der Hautes Écoles de Musique der Westschweiz zu erreichen. Aufgrund der dadurch notwendigen Teilung der Kurse wurde er 2006 mit der Leitung der nicht-professionellen Kurse betraut. 2008 beendete er seine Lehrtätigkeiten.